# Тудоровская, Елена Александровна
Елена Александровна Тудоровская (18 августа 1904, Киев — 4 июля 1986, Джерси-Сити) — российский фольклорист и литературовед.

## Биография
Родилась в дворянской семье 18 августа 1904 года.
В 1920 году поступила в Петроградский Университет на математическое отделение.
В 1922 году была арестована за участие в студенческом движение (входила в студенческий Совет Старост). Сослана на Урал.
В ссылке вышла замуж за Аловерта Николая Николаевича, эсера. В 1928 году вернулась в Ленинград. Жила в семье своих родителей, работала научным сотрудником в Аэрологической Обсерватории. Вновь арестована 3 марта 1931 года Коллегией ОГПУ 23 июля 1931 г. по ст. 58-11 УК РСФСР выслана этапом в Тобольск, где жила с мужем до 1935 года.
В 1935 году была освобождена «в чистую» и снова вернулась в Ленинград. На государственной службе не состояла, зарабатывала вычислительной работой.
В 1937 году посещала университетский семинар Владимир Яковлевич Проппа.
Во время войны окончательно перешла на литературно-фольклористическую работу.
В 1945 году опубликовала монографию «Поэтика марийских народных песен» (в соавторстве с В. М. Бердниковым). Затем занималась исследованием народной сказки; выдержанная в духе ортодоксального советского социологизма 1950-х годов концепция Тудоровской об отражении в сказке классовой борьбы — позднее критиковалась В. Я. Проппом. Популярностью пользовались прозаические переложения «Одиссеи» (1952) и сказаний о Троянской войне (1967), выполненные Тудоровской для детской аудитории и переиздающиеся до сегодняшнего дня.
В 1977 году эмигрировала, жила в США. Публиковала в русскоязычной эмигрантской периодике статьи о творчестве Валентина Катаева, Сергея Довлатова и других. Сборник статей Тудоровской «Поэтика лирических стихотворений А. С. Пушкина» вышел в 1996 году и подготовлен её дочерью — Ниной Аловерт.
Умерла 4 июля 1986 года в Джерси-Сити.

### Личная жизнь
Познакомилась со своим мужем Николем Николаевичем Аловертом в ссылке, на которую оба были осуждены в начале 1920-х годов за участие в студенческих волнениях в Ленинграде. Там же в ссылке они поженились. Елена Александровна после освобождения в 1935 году вернулась в Ленинград, а Николай Николаевич в 1937 году был расстрелян.

## Семья
Елена Александровна Тудоровская — дочь физика Александра Иларионовича Тудоровского.

Её муж — Николай Николаевич Аловерт, химик по образованию и эсер по политической принадлежности  был расстрелян в 1937 году.

Её дочь — балетный фотограф Нина Николаевна Аловерт.